# Peter Dvorský
Peter Dvorský (* 25. září 1951 Horná Ves) je slovenský operní pěvec - tenorista. Jeho bratři jsou operní pěvci Pavel Dvorský a dvojčata Miroslav Dvorský a Jaroslav Dvorský a ekonom Vendelín Dvorský.

## Život
V letech 1969–1973 studoval zpěv na bratislavské konzervatoři u Idy Černecké. Do opery Slovenského národního divadla byl angažován v roce 1972 jako mimořádný talent ještě během studia.
Od roku 1977 vystupuje na předních zahraničních operních scénách (Bolšoj těatr v Moskvě, Vídeňská státní opera, milánská La Scala, londýnská Covent Garden, operní divadlo ve Florencii). V roce 1977 účinkoval v Metropolitní opeře v New Yorku jako postava Alfréda Germonta v Traviatě. Bohému zpíval v La Scale, potom ve veronské Aréně, v Mnichově (1984) a v Metropolitní opeře v New Yorku (1987).
Od 80. let 20. století je řazen mezi nejlepší tenoristy světa (spolu s Plácidem Domingem, Lucianem Pavarotti a José Carrerasem).
V roce 1998 se stal členem politické strany Strana občanského porozumění, kterou založil tehdejší košický primátor a budoucí slovenský president Rudolf Schuster. Kvůli kritickým názorům vůči tehdejšímu politickému dění bylo Peteru Dvorskému vyhrožováno zabitím. Zrušil kvůli tomu např. i koncert, který měl plánovaný na sobotu 13. června 1998.

## Seznam písní popmusic (výběr)
- poz. – duet – (hudba/text) – rok
- (h: /t:) – doposud nezjištěný autor hudby nebo textu
- (na doplnění)

- Brieždenie – Júlia Hečková & Peter Dvorský – (h:/t:)
- Láska prý (Perhaps Love) – Karel Černoch & Peter Dvorský – (John Denver / Zdeněk Rytíř)
- Nádej – (R.Geri/ P.Štilicha)
- Pieseň lásky – Peter Dvorský a Pavol Habera – (Pavol Habera, úprava Juraj Tatár / Boris Filan)
- Pieseň o rodnej zemi /Najkrajší kút/ – (Gejza Dusík / Pavol Braxatoris)
- Svet lásku má – Karel Gott & Peter Dvorsky & Pavol Habera – (Pavol Habera / Daniel Hevier a R. Hečko)
- Tichá noc – (Franz Xaver Gruber, úprava Juraj Tatár)